# 东方宫 (耶路撒冷)

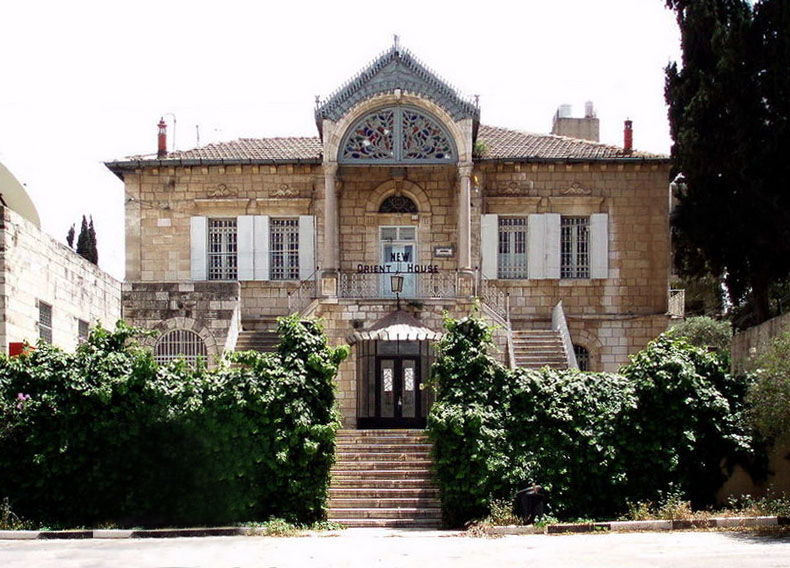

东方宫（Orient House，希伯來語：‎, 阿拉伯语：‎; bayt ʾal-šarq）是东耶路撒冷的一座建筑，在1980年代和1990年代为巴勒斯坦解放组织的总部。
该建筑建于1897年，原为侯赛因家族的住所，曾经招待过德国皇帝威廉二世和埃塞俄比亚皇帝Haile Selassie 等重要客人。
1948年第一次中东战争期间，东方宫处于停火线以东的约旦控制区。1948年至1950年期间，联合国近东巴勒斯坦难民救济和工程处的总部设在那里，两年后，其所有权归属一家豪华酒店“新东方宫”。
1967年六日战争后，以色列占领东耶路撒冷，酒店关闭。
1983年，巴勒斯坦解放组织的下属组织阿拉伯科学协会租用了房子的一部分。1988年，被以色列关闭，并禁止巴解组织在内活动。1992年又再度租赁。根据1993年奥斯陆协议，以色列允许此处自由运作。
在本雅明·内塔尼亚胡作为以色列总理的第一任期内，试图关闭东方宫，但由于国际社会的警告而未能成功。
在2001年8月阿克萨群众起义期间，以色列内阁投票决定关闭东方宫。以色列安全部队占领了这座建筑，发现了证明巴勒斯坦安全部门在耶路撒冷进行各种非法活动的机密文件。
2010年1月，在中东问题有关四方的一次会议上，欧盟和俄罗斯代表建议重新开放东方宫和东耶路撒冷其他巴勒斯坦机构，让巴勒斯坦权力机构回到谈判桌。但巴勒斯坦代表坚持说，他们不会回到谈判，直到以色列停止在东耶路撒冷所有定居点活动 。